# Stari Vorobii, Malîn
Stari Vorobii (în ucraineană Старі Вороб`ї) este localitatea de reședință a comunei Stari Vorobii din raionul Malîn, regiunea Jîtomîr, Ucraina.

## Demografie
Componența lingvistică a localității Stari Vorobii
     Ucraineană (97,65%)
     Rusă (2,35%)
Conform recensământului din 2001, majoritatea populației localității Stari Vorobii era vorbitoare de ucraineană (97,65%), existând în minoritate și vorbitori de rusă (2,35%).